# Östprovinsen, Kenya

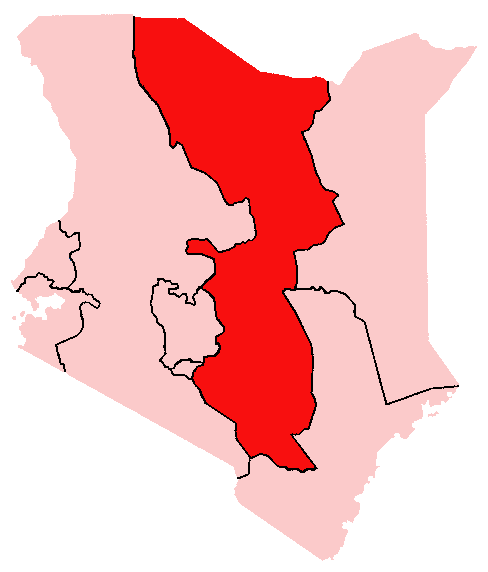
Östprovinsen

Östprovinsen (engelska Eastern Province, swahili Mkoa wa Mashariki) är en av Kenyas åtta provinser. Befolkningen beräknades till 5 456 190 invånare år 2008, och ytan uppgår till 159 891 kvadratkilometer. Den administrativa huvudorten är Embu. 
Nationalparker i provinsen är Meru nationalpark, Mount Kenya nationalpark och skogsreservat, Sibiloi nationalpark samt delar av Tsavo East nationalpark och Tsavo West nationalpark.